# 賴基 (伊林齊區)
49°5′9″N 29°14′52″E / 49.08583°N 29.24778°E
賴基（烏克蘭語：Райки），是烏克蘭西南部的村莊，隸屬文尼察州的文尼察區。該村始建於1550年，面積0.49平方公里，海拔高度229米，2001年人口328，人口密度每平方公里669.39人。